# Nuevo Mieleras
Nuevo Mieleras es una localidad del estado mexicano de Coahuila. Es parte del municipio de Matamoros.

## Demografía
| Censo | Población |
| ----- | --------- |
| 2000  | 800       |
| 2010  | 928       |
| 2020  | 1 099     |